# Bichancourt
Bichancourt és un municipi francès situat al departament de l'Aisne i a la regió dels Alts de França. L'any 2007 tenia 966 habitants.

## Demografia

### Població
El 2007 la població de fet de Bichancourt era de 966 persones. Hi havia 374 famílies de les quals 71 eren unipersonals (19 homes vivint sols i 52 dones vivint soles), 135 parelles sense fills, 142 parelles amb fills i 26 famílies monoparentals amb fills.
La població ha evolucionat segons el següent gràfic:
Habitants censats

### Habitatges
El 2007 hi havia 416 habitatges, 371 eren l'habitatge principal de la família, 9 eren segones residències i 35 estaven desocupats. 411 eren cases i 3 eren apartaments. Dels 371 habitatges principals, 335 estaven ocupats pels seus propietaris, 32 estaven llogats i ocupats pels llogaters i 5 estaven cedits a títol gratuït; 18 tenien dues cambres, 48 en tenien tres, 93 en tenien quatre i 213 en tenien cinc o més. 302 habitatges disposaven pel capbaix d'una plaça de pàrquing. A 149 habitatges hi havia un automòbil i a 196 n'hi havia dos o més.

### Piràmide de població
La piràmide de població per edats i sexe el 2009 era:
| Homes | Edats   | Dones |
| ----- | ------- | ----- |
| 0     | 95 o +  | 0     |
| 8     | 90 a 94 | 0     |
| 8     | 85 a 89 | 0     |
| 0     | 80 a 84 | 16    |
| 20    | 75 a 79 | 12    |
| 24    | 70 a 74 | 24    |
| 8     | 65 a 69 | 40    |
| 12    | 60 a 64 | 4     |
| 20    | 55 a 59 | 24    |
| 24    | 50 a 54 | 36    |
| 32    | 45 a 49 | 32    |
| 48    | 40 a 44 | 52    |
| 28    | 35 a 39 | 16    |
| 52    | 30 a 34 | 36    |
| 32    | 25 a 29 | 32    |
| 32    | 20 a 24 | 36    |
| 24    | 15 a 19 | 28    |
| 32    | 10 a 14 | 28    |
| 32    | 5 a 9   | 28    |
| 24    | 0 a 4   | 20    |

## Economia
El 2007 la població en edat de treballar era de 621 persones, 438 eren actives i 183 eren inactives. De les 438 persones actives 392 estaven ocupades (212 homes i 180 dones) i 46 estaven aturades (24 homes i 22 dones). De les 183 persones inactives 66 estaven jubilades, 39 estaven estudiant i 78 estaven classificades com a «altres inactius».

### Ingressos
El 2009 a Bichancourt hi havia 398 unitats fiscals que integraven 1.047,5 persones, la mediana anual d'ingressos fiscals per persona era de 17.834 €.

### Activitats econòmiques
Dels 13 establiments que hi havia el 2007, 2 eren d'empreses de fabricació d'altres productes industrials, 4 d'empreses de construcció, 2 d'empreses de comerç i reparació d'automòbils, 1 d'una empresa d'hostatgeria i restauració, 1 d'una empresa immobiliària, 1 d'una empresa de serveis i 2 d'empreses classificades com a «altres activitats de serveis».
Dels 7 establiments de servei als particulars que hi havia el 2009, 1 era un guixaire pintor, 1 lampisteria, 1 electricista, 2 empreses de construcció, 1 perruqueria i 1 agència immobiliària.
L'any 2000 a Bichancourt hi havia 10 explotacions agrícoles que ocupaven un total de 306 hectàrees.

## Equipaments sanitaris i escolars
El 2009 hi havia una escola elemental.

## Poblacions més properes
El següent diagrama mostra les poblacions més properes.